# Aegomorphus magnus
Aegomorphus magnus es una especie de escarabajo longicornio del género Aegomorphus,  subfamilia Lamiinae. Fue descrita científicamente por Marinoni & Martins en 1978.
Se distribuye por Bolivia. Mide 16,8-21,4 milímetros de longitud.